# عمر البرغوثي (أبو عاصف)
عمر صالح عبد الله برغوثي (28 مايو 1953 - 25 مارس 2021) هو قائد سياسي وعسكري ومجاهد فلسطيني، كان قائدًا في حركة المقاومة الاسلامية حماس في الضفة الغربية، ومن مؤسسي كتائب الشهيد عز الدين القسام فيها، حتى وفاته. سُجن عدة مرات، وهدم الاحتلال بيته، قام ابنه «صالح» بعملية جهادية ضد الاحتلال الإسرائيلي واستشهد فيها عرفت بـ«عملية عوفرا»، ثم قام ابنه «عاصم» بعملية جهادية أخرى ضد الاحتلال الإسرائيلي عرفت بعملية «جيفعات آساف» وأُسر فيها.

## المولد والنشأة
ولد القائد القسامي عمر صالح البرغوثي في قرية كوبر إحدى قرى محافظة رام الله، وتربى وسط عائلة مسلمة ملتزمة اشتهرت بمقاومة الاحتلال الصهيوني، فمن عائلته القائد القسامي عبد الله البرغوثي، ونائل البرغوثي، وغيرهم.
بدأ القائد القسامي أبو عاصف جهاده ضد الاحتلال مبكرًا، حيث قاتل في صفوف الثورة الفلسطينية في لبنان، واعتُقل لدى الاحتلال لأول مرة في عام 1978م إثر عمليةٍ نفذها برفقة شقيقه نائل البرغوثي، وأفرج عنه من سجون الاحتلال في صفقة تبادل الأسرى عام 1985م.

## أحد مؤسسي كتائب القسام في الضفة
بعد وفاته كشفت كتائب القسام الجناح العسكري لحركة «حماس» أن عمر البرغوثي هو أحد مؤسسي كتائب القسام في الضفة الغربية، والمشرف المباشر على العديد من خلاياها في الضفة، وكان له مسؤوليةٌ مباشرةٌ على خلية الشهيدين عماد وعادل عوض الله التي تشكلت من مجاهدي القسام في قرى كوبر وسلواد والمزرعة الغربية، والتي اعتبرتها إسرائيل إحدى أخطر خلايا المقاومة الفلسطينية في تاريخه، ونفذت عملياتٍ قتالية عديدة قُتل فيها عددٌ كبيرٌ من جنود الاحتلال، وقام أبو عاصف بتدريب قائد الخلية وإمدادها بأول قطعة سلاحٍ استخدمت في عملياتها، وكان له إسهامٌ في العمليتين اللتين نفذهما نجلاه الشهيد صالح وعاصم ضد جنود الاحتلال في عوفرا و‌جفعات آساف.
وساهم البرغوثي في مساعدة الفصائل الفلسطينية الأخرى في قتالهم ضد الاحتلال فقد زوّد إحدى مجموعات كتائب شهداء الأقصى بالسلاح الذي نفذت به عدداً من العمليات.

## وفاته
توفي يوم الخميس 2021/3/25 بعد خروجه من سجون الاحتلال بنحو 3 أشهر، وقد أعاد الاحتلال الإسرائيلي اعتقاله لساعات قبل شهرين من ذلك وحذّره من ترشيح نفسه للانتخابات التشريعية. توفي بعد أسابيع من إصابته بفيروس كورونا، وقالت عائلته إنه عانى من ضعف في عضلة القلب بسبب ظروف اعتقالاته السيئة، وقد أفرج عنه من سجون الاحتلال في يناير/كانون الثاني بعد قضاء 9 شهور في الاعتقال الإداري.

### الجنازة والتعزية
بعد الإعلان عن وفاته، توافد المئات من أهالي قريته وهرع فلسطينيون من مناطق مختلفة بالضفة، رغم ظروف الوباء الصعبة آنذاك إلى المستشفى. وشيّع آلاف المواطنين جثمانه يوم الجمعة من مسقط رأسه قرية كوبر شمال غرب مدينة رام الله وسط الضفة الغربية المحتلة، وانطلق -قبل ظهر الجمعة- موكب تشييع الجثمان من المستشفى الاستشاري بضاحية الريحان باتجاه قريته، بمشاركة آلاف المواطنين الذين حضروا من مختلف محافظات الضفة، بمشاركة قيادات في حركة حماس وفصائل أخرى. ولحظة وصول الجثمان، طافت مسيرات حاشدة شوارع القرية، بمشاركة نشطاء ملثمون في حماس، الذين رفعوا الأعلام الفلسطينية ورايات الحركة، وهتفوا بعبارات التكبير والتهليل، وأشادوا بصبر وثبات البرغوثي.
قال النائب المقدسي محمد أبو طير، أحد رفاق درب البرغوثي: «غاب عنا اليوم قامة من قامات فلسطين والأمة العربية والإسلامية، ننعى إلى شعبنا وأمتنا رجلا صاحب إرادة صلبة، لم يُهزم أمام المحتل أبداً وقد رحل بعد أن أعطى الوطن كل ما يستحقه من جهاده وعمره ودم أبنائه». ونعت الحركة الوطنية الأسيرة والأسرى المحررون في فلسطين ونادي الأسير المناضل «أبو عاصف»، وقال النادي في بيان له: «إن البرغوثي أمضى حياته مناضلا وفدائيا، وترك وعائلته إرثًا نضاليا سطر فيه أسمى آيات التضحية والفداء، إلى جانب شقيقه الأسير نائل البرغوثي الذي يقضي عامه الـ (41) في سجون الاحتلال الإسرائيلي ويحرم من وداع شقيقه الوحيد، كما حرم سابقا من وداع والديه.» ونعى خالد مشعل، رئيس المكتب السياسي السابق لحماس وقال، في مقابلة مع مركز حضارات: «هذا البطل الذي عرفتموه في سجون الاحتلال، قضى سنوات طويلة، عاش مجاهدًا، داخل السجن وخارجه، صامدًا، صابرًا، محتسبًا، أضاف لمسيرة عطائه أسرة عظيمة، زوجته الصابرة المحتسبة أم عاصف التي أعزيها وأعزي أبناءها وأهلها الكرام». وتابع: «كذلك هو والد الشهيد البطل صالح البرغوثي، ووالد الأسير البطل عاصم البرغوثي -فرج الله عنه وعن إخوانه جميعًا- وشقيق الأسير البطل نائل البرغوثي -عميد الأسرى في سجون الاحتلال-، فهذه أسرة عظيمة كريمة، وأسر شعبنا كلها دائمًا نفخر بعطائها».

### بيان كتائب القسام في وفاته
| عمر البرغوثي (أبو عاصف)                | " مِّنَ الْمُؤْمِنِينَ رِجَالٌ صَدَقُوا مَا عَاهَدُوا اللَّهَ عَلَيْهِ فَمِنْهُم مَّن قَضَىٰ نَحْبَهُ وَمِنْهُم مَّن يَنتَظِرُ وَمَا بَدَّلُوا تَبْدِيلًا" بيان عسكري صادر عن : ... ::: كتائب الشهيد عز الدين القسام ::: ... كتائب القسام تزف القائد المؤسس عمر البرغوثي وتكشف بعض خفايا سيرته الجهادية وترجّل جبل فلسطين القائد أبو عاصف البرغوثي عن صهوة جواده، ليرحل إلى ربه بعد مسيرةٍ ملؤها التضحية والصبر والعطاء لم تلن له فيها قناة، عشراتُ السنين من التضحية والجهاد والمقاومة والأسر لم تفتّ في عضده أو تكسر إرادته، قدم خلالها أبناءه شهيداً وأسيراً وقدم بيته وكل ما يملك في هذه المسيرة المباركة، وقد آن لهذا الجسد المثقل أن يستريح من عناء المسير. أبو عاصف سليل عائلة البرغوثي المجاهدة الصابرة التي تقدمت الصفوف في مختلف ميادين الجهاد والعطاء، بدأ تاريخه المقاوم منذ سبعينيات القرن الماضي حيث قاتل في صفوف الثورة الفلسطينية في لبنان، واعتقل لدى الاحتلال لأول مرة في عام 1978م إثر عمليةٍ نفذها برفقة شقيقه المجاهد نائل البرغوثي عميد الأسرى، وبعد الإفراج عنه في صفقة تبادل الأسرى عام 1985م لم يتردد لحظة في مواصلة الطريق. واليوم تكشف كتائب القسام لأول مرة بعض المحطات من جهاده الذي ظلّ طي الكتمان حتى استشهاده، ولم تنجح سياط السجان ولا أقبية التحقيق في انتزاعه من جبلنا الأشم، فأبو عاصف هو أحد مؤسسي كتائب القسام في الضفة المحتلة، والمشرف المباشر على العديد من خلايا القسام في الضفة، وقد كانت له مسؤوليةٌ مباشرةٌ على خلية الشهيدين عماد وعادل عوض الله التي تشكلت من مجاهدي القسام في قرى كوبر وسلواد والمزرعة الغربية، والتي اعتبرها المحتل إحدى أخطر خلايا المقاومة الفلسطينية في تاريخه، ونفذت عملياتٍ موجعةً قُتل فيها عددٌ كبيرٌ من جنود الاحتلال، كما قام بتدريب قائد الخلية وإمدادها بأول قطعة سلاحٍ استخدمت في عملياتها، وكان له إسهامٌ في العمليتين اللتين نفذهما نجلاه الشهيد صالح والأسير عاصم وداسا خلالهما على رقاب جنود الاحتلال في عوفرا وجفعات آساف، ولم يقتصر جهاده على القسام فقد زوّد إحدى مجموعات كتائب شهداء الأقصى بالسلاح الذي نفذت به عدداً من العمليات. إن كتائب القسام وهي تزف اليوم إلى العلا قائدها المجاهد أبا عاصف لتعاهد أبناء شعبنا وأمتنا بأن تبقى الوفية لدماء الشهداء وعذابات الجرحى وآهات الأسرى، وسيبقى قساميو الضفة على عهد شيخهم وقائدهم وسيواصلون دربه الذي اختطه لهم حتى يأذن الله لشعبنا بالنصر والتحرير. وإنه لجهاد نصر أو استشهاد،،، كتائب الشهيد عز الدين القسام – فلسطين الخميس 12 شعبان 1442هـ الموافق 25/03/2021 م | عمر البرغوثي (أبو عاصف) |
| — كتائب الشهيد عز الدين القسام، المصدر | |                         |

## روابط خارجية
- مقالات عن عمر البرغوثي